# 北 (山梨市)
北（きた）は、山梨県山梨市に存在する大字。郵便番号は405-0041。

## 地理
山梨市の大字である北は、同市のJR中央本線山梨市駅や東山梨駅から北側、笛吹川の右岸側に位置する。荒神山や霞森山などの山奥側に当字の複数の飛び地が存在する。

## 歴史
- 1954年（昭和29年）7月1日に山梨市として発足される以前は、東山梨郡に存在した八幡村だった。

## 世帯数と人口
2015年（平成27年）10月1日現在の世帯数と人口は以下の通りである。
| 大字 | 世帯数  | 人口    |
| ---- | ------- | ------- |
| 北   | 393世帯 | 1,076人 |

## 交通
- 道路
  - 国道140号（雁坂みち、西関東連絡道路）
  - 山梨県道31号甲府山梨線（新道と旧道がそれぞれ通る）
  - 山梨県道303号市之蔵山梨線

## 自然
- 河川
  - 笛吹川（八幡橋）
  - 弟川（梅ノ木橋、窪坂橋、弟川橋）- 笛吹川の支流
- 山
  - 荒神山
  - 霞森山

## 周辺
- 日下部警察署
- 山梨市立八幡小学校
- 山梨市役所八幡保育所
- 不動寺
- 神宮寺
- 大井俣窪八幡神社